# Hecatomb
Hecatomb – kolekcjonerska gra karciana wydana przez firmę Wizards of the Coast, twórców popularnej gry Magic: The Gathering. Podstawowy zestaw kart został wydany 18 sierpnia 2005 roku podczas konwentu Gen Con. Unikatową cechą Hecatomby są pięciokątne częściowo przezroczyste plastikowe karty, w odróżnieniu od standardowych papierowych. Koncept gry został opracowany przez Paula Barclaya, Brandona Bozziego, Mike’a Elliotta, Aarona Forsythe'a i Roberta Gutscherę.

## Cel gry
Gracze wcielają się w potężne istoty, których celem jest zniszczenie świata (ang. endbringers). Aby to osiągnąć muszą zebrać odpowiednią liczbę dusz. W tym celu wykorzystują tzw. paskudztwa (ang. abominations), które są stworzone ze sług (ang. minions). Gracze rywalizują o to, aby sprowadzić apokalipsę zanim uczyni to konkurent. Istota, która zniszczy ten świat, przenosi się do następnego i proces ulega powtórzeniu.

## Mechanika gry
Część mechaniki została zaczerpnięta z gry Magic: The gathering. Dotyczy to m.in. tzw. „tapowania” kart w celu uzyskania many, a także sposobu atakowania i blokowania.
Czynnikiem wyróżniającym Hecatombę spośród innych gier karcianych jest sposób tworzenia paskudztw. Mogą się one składać z 1-5 kart sług ułożonych jedna na drugiej. Każda dodana karta jest obrócona o jeden bok, a dzięki zastosowaniu czterech przezroczystych krawędzi widać jakie karty znajdują się pod spodem. Dodatkowo dolny wierzchołek jest również przezroczysty, co pozwala na aktywowanie pewnych zdolności, jeśli znajdująca się niżej karta ma pozostałe wierzchołki w kolorze odpowiadającym opisowi tej umiejętności.
Podczas walki otrzymywane przez paskudztwa obrażenia są rozdysponowywane począwszy od znajdującego się na wierzchu sługi, a zniszczenie go nie musi oznaczać wyeliminowania całego paskudztwa. Element ten znacznie zwiększył możliwości taktyczne gracza.
W przeciwieństwie do gry Magic: The Gathering każdą kartę można zagrać jako zasobnik many. Podobną mechanikę zastosowano również w Call of Cthulhu Collectible Card Game.

## Rodzaje kart
W Hecatombie występują cztery podstawowe rodzaje kart:
- Minions (z ang. sługi) - jednostki łączące się w paskudztwa, które służą do wykradania dusz przeciwnika oraz obrony.
- Fates (z ang. losy, przeznaczenie) - reprezentują klątwy, sztuczki, nieszczęśliwe wypadki i inne wydarzenia. Mają jednorazowy efekt.
- Relics (z ang. relikty) - przedmioty o magicznych cechach, które generują trwałe efekty i pozostają w grze do momentu zniszczenia.
- Gods (z ang. bogowie) - potężne istoty wspierające pozostałe jednostki gracza. Najczęściej mają zarówno jednorazowy jak i trwały efekt. Pozostają w grze do momentu zniszczenia. Gracz może posiadać tylko jednego boga - jeśli zagra kolejnego, to poprzedni ulega zniszczeniu.

Każda z kart przynależy do jednego z czterech rodzajów zagłady (ang. doom):
- Corruption (z ang. zepsucie) - tworzy ją upadek, zmutowanie, wypaczenie; istoty ją reprezentujące to m.in. mutanty i ludy mezoamerykańskie.
- Deceit (z ang. oszustwo) - tworzy ją zakłamanie, szaleństwo i iluzje; istoty ją reprezentujące to m.in. zmiennokształtni, ożywieńcy i mutanty.
- Destruction (z ang. destrukcja) - tworzy ją zawiść, przemoc i zburzenie; istoty ją reprezentujące to m.in. bestie i ludy mezoamerykańskie
- Greed (z ang. chciwość) - tworzy ją potrzeba, zachłanność i gromadzenie; istoty ją reprezentujące to m.in. ożywieńcy, bestie i nieumarli.

## Budowa tury
- Faza przygotowania (w kolejności)

1. Weź jedną duszę
2. „Odtapuj” manę
3. Dobierz dwie karty

- Główna faza (dowolna kolejność)

1. Dodaj kartę many
2. Zagraj karty
3. Zaatakuj

- Koniec tury

## Inspiracje
Podczas projektowania kart twórcy wykorzystali szereg mitologii, w tym przede wszystkim  Azteków, Egiptu oraz chrześcijańską (np. postać Belzebuba. Niektóre powstały w oparciu o twórczość Howarda Phillipsa Lovecrafta (m.in. karta przedstawiająca Cthulhu), a także takie zjawiska popkulturowe jak święto Halloween.